# Vîșnivka (Vîșnivka), Krasnoperekopsk
Vîșnivka (în ucraineană Вишнівка) este localitatea de reședință a comunei Vîșnivka din raionul Krasnoperekopsk, Republica Autonomă Crimeea, Ucraina.

## Demografie
Componența lingvistică a localității Vîșnivka
     Ucraineană (44,68%)
     Rusă (41,87%)
     Tătară crimeeană (10,11%)
     Alte limbi (0,16%)
Conform recensământului din 2001, nu exista o limbă vorbită de majoritatea populației, aceasta fiind compusă din vorbitori de ucraineană (44,68%), rusă (41,87%) și tătară crimeeană (10,11%).